# Jean-Pierre-François Guillot-Duhamel
Jean-Pierre-François Guillot-Duhamel (* 31. August 1730 in Nicorpe; † 20. Februar 1816 in Paris) war ein französischer Bergbauexperte und Metallurge.
Guillot-Duhamel besuchte die École nationale des ponts et chaussées ab 1752 und wurde dann ausersehen, mit Gabriel Jars zunächst in Frankreich und dann im Ausland, besonders in Deutschland (1757 bis 1759), vor Ort Bergbau und Metallurgie zu studieren. Beide waren wesentlich daran beteiligt, durch Vermittlung von Kenntnissen aus dem Ausland die heimische Eisen- und Stahlindustrie und den Bergbau zu fördern. Er gründete Stahlwerke in Ruffac und leitete in der Folge bedeutende Bergwerke und Hüttenwerke. Er wirkte durch den von ihm mit Jars herausgegebenen Reisebericht Voyages metallurgiques. Man griff aber immer wieder von staatlicher Seite auf seine Kenntnisse zurück, besonders nach dem Tod von Jars, der 1769 starb. 1781 wurde er Generalinspekteur für Bergbau im Corps des Mines und Professor für Metallurgie an der Ecole des Mines bei deren Gründung 1783 im Gebäude der Münze. Seine Kollegen dort waren der Direktor Balthazar Georges Sage und der Geologe Antoine-Grimald Monnet, die ihm aber wissenschaftlich weit unterlegen waren. Er bildete die Elite der französischen Bergbauingenieure und Metallurgen aus und veröffentlichte Lehrbücher. Nach der Revolution wurde er Inspekteur im Corps des Mines.
Von ihm stammen Verbesserungen zum Beispiel in der Stahlerzeugung und Silbergewinnung. Er wird als von angenehmem, seriösem Charakter geschildert mit vielen Freundschaften in allen sozialen Schichten und genoss hohes Ansehen.
1775 wurde er korrespondierendes Mitglied der Académie des sciences. 1795 wurde er volles Mitglied in der Sektion Mineralogie.

## Schriften
- Herausgeber mit Gabriel Jars: Voyages métallurgiques ou recherches et observations sur les mines et forges de fer, Lyon, 3 Bände, 1774 bis 1781
- Géométrie souterraine, élémentaire, théorique et pratique, 2 Bände, 1787

Er hinterließ ein 1789 datiertes Manuskript, das seine Vorlesungen über Bergbau wiedergab (L’Art du mineur ou manière d’exploiter les mines métalliques).